# Juri Nikolajewitsch Patrikejew
Juri Nikolajewitsch Patrikejew (russisch Юрий Николаевич Патрикеев, armenisch Յուրի Նիկոլաևիչ Պատրիկեև; * 28. September 1979 in Kirowo-Tschepezk) ist ein russischer Ringer, der erst für Russland und dann für Armenien startete bzw. startet. Er wurde Europameister im griech.-römischen Stil im Schwergewicht in den Jahren 2002, 2004 und 2008.

## Werdegang
Juri Patrikejew, ein junger Russe begann im Jahre 1986 mit dem Ringen. Seine Trainer waren bzw. sind Igor Iwanow und Samuel Geworkian. Juri Patrikejew konzentriert sich nur auf den griech.-röm. Stil. Bei einer Größe von 1,87 m wuchs er im Laufe der Zeit in die Schwergewichtsklasse hinein. Er ist studierter Sportlehrer.
Seine Laufbahn auf der internationalen Ringermatte begann Juri Patrikejew bereits im Juniorenalter, das bei den Ringern in die Altersgruppen Cadets (bis 18 Jahre) und Juniors (bis 20 Jahre) eingeteilt ist. Bei der Junioren-Weltmeisterschaft (Cadets) 1994 in Frankfort/USA gab er als Fünfzehnjähriger seinen Einstand und belegte in der Gewichtsklasse bis 83 kg Körpergewicht gleich den 3. Platz. Ein Jahr später wurde er in der gleichen Gewichtsklasse bereits Junioren-Weltmeister bei den Cadets.
Bei den Juniors startete er 1998 bei der Europameisterschaft in Tirana in der Gewichtsklasse bis 115 kg Körpergewicht. Dabei belegte er hinter Dawid Saldadse aus der Ukraine und Roussos Iliakis aus Griechenland den 3. Platz. In seinem letzten Juniorenjahr enttäuschte er zunächst bei der Junioren-Europameisterschaft in Budapest, als er dort nur den 9. Platz belegte. Umso erfolgreicher schnitt er noch im gleichen Jahr bei der Junioren-Weltmeisterschaft in Bukarest ab, denn er gewann dort den WM-Titel im Schwergewicht vor Xenofon Koutsioubas, Griechenland, Eddy Bengtsson, Schweden und Georgi Tsurtsumia, Georgien, alle drei Ringer, mit denen er auch bei den Senioren noch oft die Klingen kreuzen würde.
In seinem ersten Jahr als Senior im Jahre 2000 dominierte in Russland noch Alexander Karelin. Juri Patrikejew gelang aber bei der Studenten-Weltmeisterschaft in Tokio mit dem 3. Platz im Schwergewicht schon ein schöner Erfolg. Im Jahre 2001 gelang es Juri Patrikejew sich in Russland als Nachfolger des Ende 2000 zurückgetretenen Alexander Karelin zu etablieren. Es zeigte sich dann aber bei der Weltmeisterschaft 2001 in Patras/Griechenland, dass es für einen Newcomer nicht so leicht ist, sich in der Schwergewichtsklasse durchzusetzen. Er gewann in Patras zwar seine beiden ersten Kämpfe, verlor aber in seinem dritten Kampf gegen den US-amerikanischen Olympiasieger von 2000 Rulon Gardner knapp nach Punkten (3:4) und landete in der Endabrechnung auf dem 8. Platz.
Im Jahre 2002 dominierte Juri Patrikejew dann bei der Europameisterschaft in Seinäjoki/Finnland seine Konkurrenten im Schwergewicht. Er wurde dort mit fünf Siegen Europameister, wobei sein Punktsieg im Finale über den erfahrenen Ungarn Mihály Deák Bárdos mit 6:0 sehr deutlich ausfiel. Bei der Weltmeisterschaft des gleichen Jahres in Moskau besiegte Juri Patrikejew mit Sergei Mureiko aus der Ukraine und Mijaín López Núñez aus Kuba zwei absolute Spitzenringer, unterlag aber im Revanchekampf gegen Mihaly Deak Bardos knapp mit 1:2 Punkten und musste sie überraschenderweise auch Xenofon Koutsioubas geschlagen geben. Er gewann damit die WM-Bronzemedaille im Schwergewicht.
Bereits 2003 bekam Juri Patrikejew in Russland in dem jüngeren Chassan Barojew einen ungemein starken Konkurrenten, der ihn bei der russischen Meisterschaft besiegte und sich damit den Startplatz bei der Europa- und bei der Weltmeisterschaft sicherte. Juri Patrikejew kam zwar wieder bei der Europameisterschaft 2004 in Haparanda zum Einsatz und holte sich dort auch mit einem Finalsieg über den Ukrainer Konstantin Stryschak seinen zweiten Europameistertitel, bei den Olympischen Spielen in Athen startete aber Chassan Barojew im Schwergewicht und gewann die Goldmedaille.
Im Jahre 2005 war Juri Patrikejew bei der Europameisterschaft in Warna im Einsatz. Er enttäuschte dort jedoch, denn er verlor gleich seinen ersten Kampf gegen seinen Angstgegner Xenofon Koutsioubas mit 1:3 Punkten, schied aus und erreichte nur den 11. Platz. Nachdem der russische Ringerverband 2006 voll auf Chassan Barojew gesetzt hatte und Juri Patrikejew keinen Startplatz bei den internationalen Meisterschaften erhalten hatte, entschloss sich Juri Patrikejew künftig für Armenien zu starten. Er wurde dazu Mitglied des Ringerclubs Kirovo Tschepesk.
Nach einer längeren Wettkampfpause war er im April 2007 erstmals für dieses Land bei der Europameisterschaft in Sofia am Start. Er gewann dort seinen ersten Kampf gegen Iwan Iwanow aus Bulgarien, unterlag aber in seinem zweiten Kampf gegen den Türken İsmail Güzel und erreichte nur den 9. Platz. Weitaus besser war er schon bei der Weltmeisterschaft 2007 in Baku in Form. Er musste zwar dort im Halbfinale von Mijaín López Núñez eine Punktniederlage einstecken, besiegte aber im Kampf um den 3. Platz Mihaly Deak Bardos mit 4:0 Punkten.
Im April 2008 gelang Juri Patrikejew bei der Europameisterschaft im finnischen Tampere der dritte Titelgewinn. Er wird sich dabei ganz besonders darüber gefreut haben, dass er im entscheidenden Finalkampf Chassan Barojew überlegen mit 7:1 Punkten besiegte.
2009 gewann Juri Patrikejew bei der Europameisterschaft in Vilnius erneut den Titel im Schwergewicht. Er siegte dabei im Endkampf über den Schweden Jalmar Sjöberg. Bei der Weltmeisterschaft 2009 in Herning musste er in seinem zweiten Kampf eine überraschende Niederlage von dem Türken Rıza Kayaalp hinnehmen, womit er ausschied und nur den 14. Platz belegte. Im Jahre 2010 pausierte er bei der Europameisterschaft, war aber bei der Weltmeisterschaft in Moskau am Start. Er kämpfte sich dort bis in das Finale vor, in dem er aber gegen den mehrfachen Weltmeister Mijaín López unterlag.
2011 war Juri Patrikejew bei der Europameisterschaft in Dortmund am Start und gewann dort mit der Bronzemedaille bereits seine zwölfte Medaille bei einer internationalen Meisterschaft. Nach einer Punktniederlage im Halbfinale gegen Rıza Kayaalp aus der Türkei erkämpfte er sich diese durch einen Sieg über Johan Eurén aus Schweden, den er mit 2:1 Runden (2:1 Punkte) besiegte. Bei der Weltmeisterschaft dieses Jahres in Istanbul reichte es zu keinem Medaillengewinn. Nach Siegen über Heiki Nabi aus Estland und Mesut Hashinzade aus Aserbaidschan verlor er dort im Viertelfinale gegen Mijaín López und anschließend in der Trostrunde auch gegen Johan Eurén (1:2 Runden, 1:2 Punkte), so dass er nur auf den 9. Platz kam.
Bei den Olympischen Spielen 2012 in London siegte Juri Patrikejew in seinem ersten Kampf über den Mitfavoriten Chassan Barojew. Er verlor aber seinen zweiten Kampf gegen Bashir Asgari Babajanzadeh aus dem Iran. Da dieser das Finale nicht erreichte, schied er damit aus und kam auf den 8. Platz.

## Internationale Erfolge
| Jahr | Platz  | Wettbewerb                              | Gewichtsklasse           | Ergebnisse |
| 1994 | 3.     | Junioren-WM (Cadets) in Frankfort/USA   | bis 83 kg Körpergewicht) | hinter Waleri Matwienko, Kasachstan u. Dawid Saldadse, Ukraine |
| 1995 | 1.     | Junioren-WM (Cadets                     | bis 83 kg Körpergewicht  | vor Stanislaw Prochodowski, Belarus u. Daniel Cormier, USA |
| 1998 | 3.     | Junioren-EM (Juniors) in Tirana         | bis 115 kg Körpergewicht | hinter Dawid Saldadse u. Roussos Iliakis, Griechenland, vor David Vála, Tschechien u. Florin Ungureanu, Rumänien |
| 1999 | 9.     | Junioren-EM (Juniors) in Budapest       | Superschwer              | Sieger: Eddy Bengtsson, Schweden vor Andrei Tschekowski, Belarus u. Georgi Tsurtsumia, Georgien |
| 1999 | 1.     | Junioren-WM (Juniors) in Bukarest       | Superschwer              | vor Xenofon Koutsioubas, Griechenland, Eddy Bengtsson, Georgi Tsurtsumia u. Wiktor Priwalischkin, Ukraine |
| 2000 | 3.     | World-University-Championships in Tokio | Superschwer              | hinter Fatih Bakir, Türkei u. Andrei Tschekowski u. vor Alireza Gharabi, Iran |
| 2001 | 8.     | WM in Patras/Griechenland               | Superschwer              | mit Siegen über Song Jidong, China u. Yogesh Dodke, Indien u. einer Niederlage gegen Rulon Gardner, USA |
| 2002 | 1.     | EM in Seinäjoki/Finnland                | Schwer                   | mit Siegen über Dsmitryj Dsjabelka, Belarus, Xonofon Koutsiabas, Roe Kleive, Norwegen, Juha Ahokas, Finnland u. Mihály Deák Bárdos, Ungarn                                                                                              |
| 2002 | 3.     | WM in Moskau                            | Schwer                   | mit Siegen über Sergei Mureiko, Bulgarien, Mijaín López Núñez, Kuba u. Giuseppe Giunta, Italien u. Niederlagen gegen Mihaly Deak Bardos u. Xenofon Koutsioubas                                                                          |
| 2004 | 1.     | EM in Haparanda                         | Schwer                   | mit Siegen über Mindaugas Mizgaitis, Litauen, Maikaz Galstjan, Armenien, Eddy Bengtsson, Sergei Mureiko u. Konstantin Stryschak, Ukraine                                                                                                |
| 2005 | 2.     | World Cup in Teheran                    | Schwer                   | hinter Mijaín López Núñez u. vor Dawid Saldadse, Alireza Gharabi u. Alexander Safronow, Kasachstan |
| 2005 | 11.    | EM in Warna                             | Schwer                   | nach einer Niederlage gegen Xenofon Koutsioubas |
| 2007 | 9.     | EM in Sofia                             | Schwer                   | mit einem Sieg über Iwan Iwanow, Bulgarien u. einer Niederlage gegen İsmail Güzel, Türkei |
| 2007 | 3.     | WM in Baku                              | Schwer                   | mit Siegen über Beka Tschelidse, Georgien, Mindaugas Mizgaitis, einer Niederlage gegen Mijaín López Núñez, weiteren Siegen über Anton Botew, Tschechien und Iossif Tschuhaschwili, Belarus u. einer Niederlage gegen Mihály Deák Bárdos |
| 2008 | 1.     | EM in Tampere                           | Schwer                   | mit Siegen über Iossif Tschugaschwili, Rocco Daniele Ficara, Italien, Yannick Szczepaniak, Frankreich u. Chassan Barojew, Russland |
| 2008 | Bronze | OS in Peking                            | Schwer                   | mit Siegen über Yasser Sakr, Ägypten, Sergei Artjuchin, Belarus und Jalmar Sjöberg, Schweden und eine Niederlage gegen Mijaín López |
| 2009 | 2.     | Welt-Cup in Clermont-Ferrand            | Schwer                   | hinter Mijaín López, vor Yannick Szczepaniak, Frankreich, Alexander Anutschin, Russland u. Mihály Deák Bárdos |
| 2009 | 1.     | EM in Vilnius                           | Schwer                   | mit Siegen über Nico Schmidt, Deutschland, Mindaugas Mizgaitis, Radomir Petkovic, Serbien, Panagioits Papadopoulos, Griechenland und Jalmar Sjöberg                                                                                     |
| 2009 | 14.    | WM in Herning/Dänemark                  | Schwer                   | mit einem Sieg über Xu Longsheng, China u. einer Niederlage gegen Rıza Kayaalp, Türkei |
| 2010 | 1.     | World Cup in Jerewan                    | Schwer                   | vor Rıza Kayaalp, Johan Eurén, Schweden und Alexander Anutschin |
| 2010 | 2.     | WM in Moskau                            | Schwer                   | hinter Mijaín López, vor Rıza Kayaalp, Nurmachan Tanalijew, Kasachstan u. Dremiel Byers |
| 2011 | 3.     | EM in Dortmund                          | Schwer                   | nach Siegen über Xenofon Koutsioubas, Griechenland und Anton Dok, Kroatien, einer Niederlage gegen Rıza Kayaalp und einem Sieg über Johan Eurén                                                                                         |
| 2011 | 9.     | WM in Istanbul                          | Schwer                   | nach Siegen über Heiki Nabi, Estland und Mesut Hashinzade, Aserbaidschan und Niederlagen gegen Mijaín López und Johan Eurén |
| 2011 | 1.     | "Kristjan-Palusalu"-Memorial in Tallinn | Schwer                   | vor Heiki Nabi, Alexander Tschernezki, Ukraine und Marijus Grygelis, Litauen |
| 2011 | 1.     | "Henry-Deglane"-Challenge in Nizza      | Schwer                   | vor Yannick Szczepaniak, Frankreich und Christian John, Deutschland |
| 2012 | 8.     | OS in London                            | Schwer                   | nach einem Sieg über Chassan Barojew und einer Niederlage gegen Bashir Asgari Babajanzadeh, Iran |

## Erläuterungen
- OS = Olympische Spiele, WM = Weltmeisterschaften, EM = Europameisterschaften
- Superschwergewicht, bis 2001 bis 130 kg, Schwergewicht (anstelle des Superschwergewichts) seit 2002 bis 120 kg Körpergewicht
- alle Wettbewerbe im griechisch-römischen Stil

## Weblink
- Profil von Juri Patrikejew bei United World Wrestling

| Personendaten    | Personendaten                                                      |
| ---------------- | ------------------------------------------------------------------ |
| NAME             | Patrikejew, Juri Nikolajewitsch                                    |
| ALTERNATIVNAMEN  | Патрикеев, Юрий Николаевич (russisch); Պատրիկեև, Յուրի (armenisch) |
| KURZBESCHREIBUNG | russischer bzw. armenischer Ringer                                 |
| GEBURTSDATUM     | 28. September 1979                                                 |
| GEBURTSORT       | Kirowo-Tschepezk, RSFSR, UdSSR                                     |